# 阿提卡梅克语
阿提卡梅克语（Atikamekw Nehiromowin，意思是阿提卡梅克人的母语），是阿尔冈昆语族克里语的一支，是加拿大魁北克西南部阿提卡梅克人的语言。几乎所有的阿提卡梅克人都使用该语言，因此根据一些研究，它是濒临灭绝的原住民語言中受灭绝威胁最小的一种。在克里语諸語言中阿提卡梅克语与众不同是他有許多來自於奥杰布瓦语的外来词。

## 分类
阿提卡梅克语属于克里–因努–納斯卡皮語言连续体，該語言連續體也是阿尔吉克语系的阿尔冈昆语族的一支。阿提卡梅克语有时也被归类为克里语的方言。

## 備註
1. ↑  Hammarström, Harald; Forkel, Robert; Haspelmath, Martin; Bank, Sebastian (编). . . Jena: Max Planck Institute for the Science of Human History. 2016.
2. ↑  . Conseil des Atikamekw d'Opitciwan.   [2010-03-09]. （原始内容存档于2016-03-04） （法语）.